# بلقاء ويلسونية
ملالوكا ويلسونية (الاسم العلمي:Melaleuca wilsonii) هي نوع من النباتات تتبع جنس الملالوكا من فصيلة الآسيّة.